# Register (muziek)
Een register is in de muziek meestal een op basis van toonhoogte of klankkleur bij elkaar horende groep klanken, en/of de manier waarop deze (mechanisch) geselecteerd worden.
- De registers van de menselijke (zang)stem zijn van laag naar hoog: borststem, middenstem, kopstem, falset, fluitregister. Zie ook Register (vocologie).
- Er zijn verschillende families van muziekinstrumenten die zich onderscheiden op basis van toonhoogte, zoals de viool, klarinet en trompetfamilie.
- orgelregister - met uittrekbare schuiven kunnen verschillende series orgelpijpen geselecteerd worden, elk met een specifieke klankkleur.
- luitregister - maakt de klank van een klavecimbel omfloerster, als een luit.
- Een reeks tongen in een harmonium die min of meer dezelfde klankkleur hebben.
- Op piano, vleugel en harp spreekt men soms van het lage register (de bas, het basregister of 'de bassen'), het middenregister en het hoge register (de discant), elk met een toonomvang van ongeveer twee of ruim twee octaven.